# 周冷波
周冷波（1910年10月—1970年12月20日），生于香港。广东番禺人。曾用名周秀珠，中国共产党早期领导人、中国共产党第六届中央委员会候补委员。罗登贤之妻。

## 生平
出生贫穷海员家庭。10岁前在家帮助母亲料理家务，早年跟着姐姐进纺织厂做工。1925年参加声援五卅运动从香港回到广州，参加宣传队、妇女夜校、罢工劳动童子团等革命活动，其聪明能干得到了罢工领袖苏兆征、邓中夏的认可。1925年10月，加入中国共产主义青年团。数月后由团员转为中国共产党党员。1926年初至1927年4月，参加省港大罢工运动。1926年9月起，任香港童子团执委会委员、女童部部长，还被选为学习班长、宣传队长。1927年4月至5月，到武汉旁听中国共产党第五次全国代表大会。参加全国总工会组织的劳动高级学院，听取李立三、刘少奇、蔡和森等讲课。6月作为织造工会联合会代表，出席在武汉召开的第四次全国劳动大会。7月回到香港，和冯菊坡等重建中共香港市委，担任市委常委兼纺织厂支部书记。配合省港大罢工，组织赤色工会等工人团体。1927年11月起，在中共广东省委机关工作，任中共广东省委委员。12月11日，参加广州起义，起义失败后转移到香港坚持地下活动。1928年5月，被选为代表，随广东代表团从广州出发到莫斯科，6月至7月出席中国共产党第六次全国代表大会，为大会主席团成员，担任妇女运动委员会召集人，是84名正式代表中最年轻的一位、也是唯一的女性成员。1928年7月，为中共第六届中央候补委员（至1931年1月）。
周冷波回国后在上海的江苏省委做妇女工作。不久，她与第六届中央委员、中央政治局候补委员、委员罗登贤结为夫妻。1928年11月至1929年1月，任中共中央职工运动委员会委员妇女运动委员会委员（至1930年7月）兼妇委秘书。1929年6月，出席在上海召开的中共六届二中全会。7月中央政治局会议决定派其巡视厦门、香港等地。1929年11月后和1932年3月起，任中华全国总工会女工部部长。1930年2月至12月，任中共中央妇女运动委员会书记。同年7月至8月，为中华全国总工会党团成员。8月起担任中共中央南方局妇女委员、妇委书记。1930年9月，回上海出席中共扩大的六届三中全会。1931年1月，出席在上海召开扩大的六届四中全会。同月起，任中共中央妇女运动委员会书记、妇女部部长。2月随罗登贤到中共北方局（满洲省委）工作，任妇女委员。1931年九一八事变后随机关，由沈阳迁到哈尔滨工作。1932年送文件到上海中央机关。完成任务后请假送孩子回香港。在香港被捕，一口咬定自己是商人的妻子，来港走亲戚的。殖民当局因查不到证据，关押半年后将她释放。1932年底，回到上海。经组织审查后在全国总工会女工部工作。1933年春，罗登贤被捕，8月牺牲。中共地下党组织决定调周冷波到革命根据地或苏联学习。因交通不便，暂住中共机关等候。1934年10月机关被破坏，再次被捕，失掉组织关系。1937年夏，获释后到南京，找到周恩来并随周恩来到西安、延安。1937年底，进入中央党校学习一年。1938年毕业后分配到陕甘宁边区托儿所任所长。后任解放社会计。1938年，被停止党籍。1939年，调难民纺织厂当文书。
1939年下半年，周冷波任中央总务科保管员。1940年，到陕甘宁边区中央被服厂当保管股长，后任工务科副科长。1942年，整风运动后当被服厂厂部秘书，从事工会宣传教育等工作。1946年重新入党。同年6月，离开延安，任东北军区供给部被服厂佳木斯分厂副厂长，后任协理员。1948年，被选为出席佳木斯市第一届职工代表大会代表、市总工会常委，出席第六次全国劳动大会代表，被选为东北总工会执行委员、全国总工会中央执委会委员。
1948年底至1950年，周冷波任沈阳军需部三局被服厂厂长。1950年，调中南军区后勤军需部三局工会主席，不久又调军需生产管理局201厂监察委员，后改为党委书记。1956年9月，荣获中国人民解放军二级解放勋章。1958年至1962年，任武汉第一针织厂党委书记。1962年至1963年，任武汉市纺织工业管理局党委副书记。1963年至1965年，任武汉市妇联副主任。文化大革命中受迫害，后得到平反。1970年12月20日，周冷波在武汉逝世。